# Журналіст

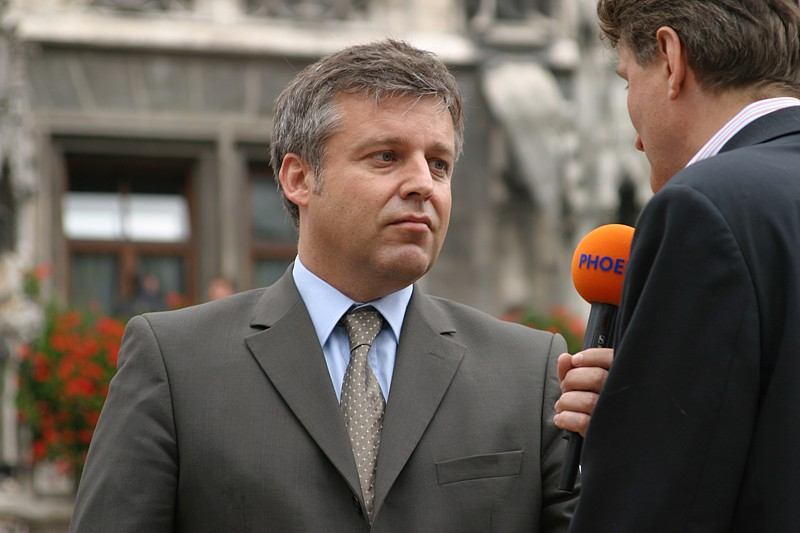
Журналіст бере інтерв'ю

Журналі́ст або новина́р — людина, яка збирає, створює, редагує, підготовляє та оформлює інформацію для редакції зареєстрованого засобу масової інформації, що пов'язаний з нею трудовими чи іншими договірними відносинами, — або робить це за власною ініціативою. Особа, яка може не мати журналістської освіти, але діє у межах Закону України «Про інформацію», редакційного завдання газети, журналу, теле- чи радіоканалу, сайту.

## Права та обов'язки журналіста
Журналіст має багато прав та обов'язків. Усі вони визначені в Законі України «Про інформацію» та інших законах, які регулюють діяльність преси, радіо та телебачення.

### Права журналіста

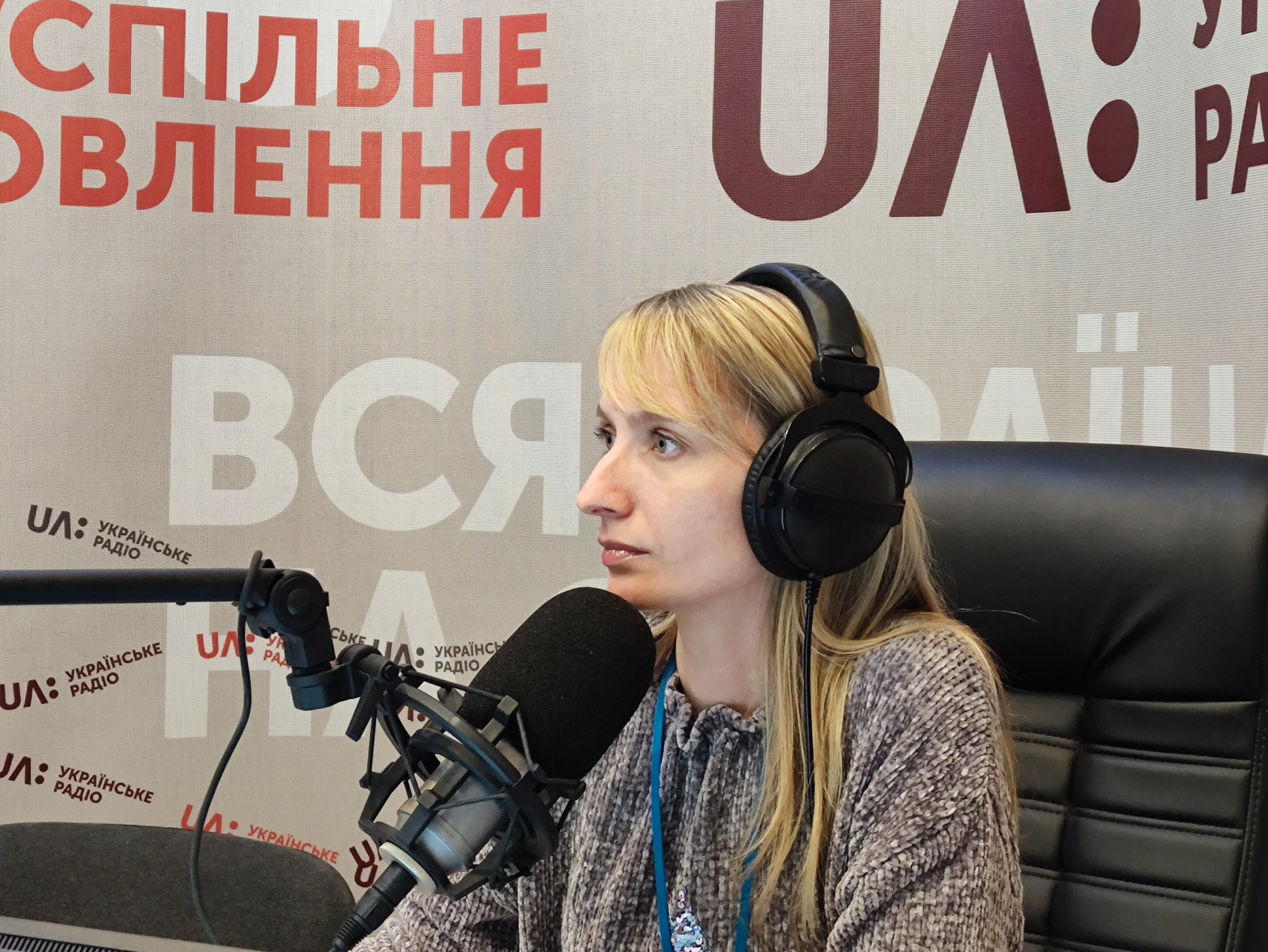
Журналіст Тетяна Малишева перед виходом у прямий ефір у студії Українського радіо

- вільне одержання, використання, поширення (публікацію) та зберігання інформації;
- відвідування державних органів влади, органів місцевого і регіонального самоврядування, підприємств, установ і організацій та бути прийнятим їх посадовими особами;
- відкрито здійснювати записи, в тому числі із застосуванням будь-яких технічних засобів, за винятком випадків, передбачених законом;
- вільний доступ до статистичних даних, архівних, бібліотечних і музейних фондів; обмеження цього доступу зумовлюються лише специфікою цінностей та особливими умовами їх схоронності, що визначаються чинним законодавством України;
- переваги на одержання відкритої за режимом доступу інформації;
- безкоштовне задоволення запиту щодо доступу до офіційних документів;
- по пред'явленні редакційного посвідчення чи іншого документа, що засвідчує його належність до друкованого засобу масової інформації, перебувати в районі стихійного лиха, катастроф, в місцях аварій, масових заворушень, на мітингах і демонстраціях, на територіях, де оголошено надзвичайний стан;
- звертатися до спеціалістів при перевірці одержаних інформаційних матеріалів;
- поширювати підготовлені ним повідомлення і матеріали за власним підписом, під псевдонімом або анонімно;
- відмовлятися від публікації матеріалу за власним підписом, якщо його зміст після редакційної правки суперечить особистим переконанням автора;
- на збереження таємниці авторства та джерел інформації, за винятком випадків, коли ці таємниці обнародуються на вимогу суду ;

### Обов'язки журналіста
- подавати для публікації об'єктивну і достовірну інформацію;
- задовольняти прохання осіб, які надають інформацію, щодо їх авторства або збереження таємниці авторства;
- відмовлятися від доручення редактора (головного редактора) чи редакції, якщо воно не може бути виконано без порушення Закону;
- представлятися та пред'являти редакційне посвідчення чи інший документ, що засвідчує його належність до друкованого засобу масової інформації;
- утримуватися від поширення в комерційних цілях інформаційних матеріалів, які містять рекламні відомості про реквізити виробника продукції чи послуг (його адресу, контактний телефон, банківський рахунок), комерційні ознаки товару чи послуг тощо[2].

## Небезпека, пов'язана з професійною діяльністю журналіста
Відповідно до даних «Глобального індексу безкарності» Комітету захисту журналістів (CPJ) 2021 року, за останнє десятиліття за 81 % вбивств журналістів нікого не притягнуто до відповідальності.
Як наголошується, за 10-річний період індексу — буремні часи, під час яких відбулися громадянська війна в Сирії, масові антиурядові заворушення в арабських країнах та напади на працівників ЗМІ з боку екстремістських груп та синдикатів організованої злочинності — 278 журналістів було вбито під час виконання своїх службових обов'язків у всьому світі.
У 226 з цих випадків, або ж 81 %, КЗЖ зафіксував повну безкарність, тобто жодна людина не була засуджена за вбивство. За попередній індексний період (з 1 вересня 2010 року до 31 серпня 2020 року) КЗЖ встановив, що 83 % вбивств журналістів залишилися нерозкритими, тобто нещодавня тенденція до повільного прогресу у розкритті справ зберігається.
У першій десятці Глобального індексу безкарності КЗЖ опинилися Сомалі, Сирія, Ірак, Південний Судан, Афганістан, Мексика, Філіппіни, Бразилія, Пакистан та Росія.

## Святкові і пам'ятні дні
- День журналіста України
- День пам'яті журналістів, загиблих при виконанні професійних обов'язків
- Міжнародний день припинення безкарності за злочини проти журналістів